# Златогорова Броніслава Яківна
Бронісла́ва Я́ківна Златого́рова (справжнє — Ґольдберґ; нар. 7 (20) травня 1905, с. Олександрівка, Канівський повіт, Київська губернія, Російська імперія (нині — Миронівський район, Київська область, Україна) — пом. 3 серпня 1995, Москва, Росія) — радянська оперна співачка (контральт), педагог. Народна артистка РРФСР (1951). Солістка Української Державної Столичної Опери (1926—1929) та Большого театру у Москві (1929—1953).

## Життєпис
Народился 1905 року в селі Олександрівка (нині Миронівський район Київська область).
Навчалася в Одеській народній консерваторії протягом 1921—1922 років, закінчила Київську консерваторію (1926; викладачки Олена Муравйова, Олександра Шперлінг).
У 1926—1929 роках — солістка Української Державної Столичної Опери у Харкові, у 1929—1953 роках — солістка Большого театру у Москві.
Від 1963 року — викладачка Народної співацької школи в Москві.
Володіла соковитим оксамитовим контральто шляхетного тембру, особливо звучала виразно у нижньому регістрі. Вирізнялася яскравими акторськими характеристиками.
Виконувала партії:
- Ваня, Ратмир («Життя за царя», «Руслан і Людмила» М. Глінки);
- Любаша («Царева наречена» М. Римського-Корсакова);
- Ольга, Графиня («Євгеній Онєгін», «Винова краля» П. Чайковського);
- Аксинья («Тихий Дон» І. Дзержинського),
- Кончаківна («Князь Ігор» О. Бородіна);
- «Кармен» (опера Ж. Бізе);
- Азучена («Трубадур» Дж. Верді);
- Нінгал-Умі («Загмук») О. Крейна.

Померла 3 серпня 1995 року та похована на Новому донському цвинтарі у Москві.